# Bobby Beauchamp
Pour les articles homonymes, voir Beauchamp.
Bobby Beauchamp, né en 1962, est un patineur artistique et entraîneur américain, vice-champion du monde junior en 1979.

## Biographie

### Carrière sportive
Bobby Beauchamp grandit à Culver City en Californie. Il commence à patiner à l'âge de neuf ans, comme forme de thérapie physique, étant né avec un pied bot affectant sa jambe gauche. Il s'entraîne à la Culver City Ice Arena et au Santa Monica Ice Chalet, entraîné par Mabel Fairbanks et John Nicks.
Il représente son pays à plusieurs compétitions internationales dont les championnats du monde juniors de 1979 à Augsbourg où il devient vice-champion du monde junior, derrière le soviétique Vitali Egorov.
Il ne participe jamais ni aux championnats du monde seniors ni aux Jeux olympiques d'hiver.
Il arrête les compétitions sportives après les championnats américains de 1986.

### Reconversion
Bobby Beauchamp remporte la médaille de bronze aux championnats du monde professionnels de 1987 à Jaca en Espagne. Il patine également dans le spectacle Ice Capades.
Depuis 2017, il est entraîneur de patinage à la Ice Station de Valencia en Californie.

## Palmarès
| Compétitions principales      | 1979    | 1980    | 1981    | 1982    | 1983    | 1984    | 1985    | 1986    |  |  |  |  |  |  |
| Jeux olympiques d'hiver       |         |         |         |         |         |         |         |         |  |  |  |  |  |  |
| Championnats du monde         |         |         |         |         |         |         |         |         |  |  |  |  |  |  |
| Championnats des États-Unis   |         |         |         | 7e      | 4e      | 8e      | 7e      | 10e     |  |  |  |  |  |  |
| Championnats du monde juniors | 2e      |         |         |         |         |         |         |         |  |  |  |  |  |  |
|                               |         |         |         |         |         |         |         |         |  |  |  |  |  |  |
| Autres Compétitions           | 1978/79 | 1979/80 | 1980/81 | 1981/82 | 1982/83 | 1983/84 | 1984/85 | 1985/86 |  |  |  |  |  |  |
| Skate America                 |         |         |         |         |         | 3e      |         |         |  |  |  |  |  |  |
| Skate Canada                  |         |         |         |         | 6e      |         |         |         |  |  |  |  |  |  |
| Trophée NHK                   |         |         |         | 6e      |         |         |         |         |  |  |  |  |  |  |
|                               |         |         |         |         |         |         |         |         |  |  |  |  |  |  |